# Trần Vỹ (chính khách)
Trần Vỹ (1921 - 2003), còn viết là Trần Vĩ, là một chính khách Việt Nam, Ủy viên Ban Chấp hành Trung ương Đảng Cộng sản Việt Nam. Ông từng giữ chức Chủ tịch Ủy ban nhân dân Thành phố Hà Nội trong 3 khóa, từ 1977 đến 1987. Ông được Nhà nước Việt Nam truy tặng Huân chương Hồ Chí Minh năm 2013 vì những công lao đóng góp của mình trong giai đoạn từ tháng 5 năm 1975 đến tháng 3 năm 1991.

## Cuộc đời và sự nghiệp
Ông còn có tên là Nguyễn Văn Tích, sinh năm 1921, quê tại làng Thanh Xá, xã Nghĩa Hiệp, huyện Yên Mỹ, tỉnh Hưng Yên.
Ông tham gia Thanh niên Cứu quốc, phụ trách Trung đội tự vệ trường Kỹ nghệ Hà Nội từ năm 1944. Ông được kết nạp vào Đảng Cộng sản Việt Nam tháng 10/1945 ở Hà Nội. Từ năm 1945-1947 tham gia kháng chiến, là Bí thư Việt Minh Liên khu II Hà Nội. Từ tháng 7/1950 là Cục trưởng Cục Dân quân, Bộ Tổng tham mưu, Chỉ huy trưởng Mặt trận Hà Nội, Ủy viên quân sự Ủy ban Kháng chiến Hành chính Hà Nội.
Từ năm 1954 là Trưởng đoàn Đại biểu QĐNDVN tại Ủy ban Liên hợp Bắc Bộ. Năm 1955 - 1956 ông làm Ủy viên Thường vụ Ban Chấp hành Đảng bộ Thành phố Hà Nội.
Năm 1957 ông được bầu làm Phó bí thư Thành ủy Hà Nội phụ trách Ban Tổ chức Thành ủy, Công an, Thành đội Bộ Hà Nội. Từ năm 1964 đến 1975 là Chủ nhiệm Ủy ban Kế hoạch Hà Nội.
Tại Đại hội Đảng toàn quốc lần thứ IV (1976) ông được bầu làm Ủy viên Dự khuyết, Ủy viên Chính thức tại Đại hội Đảng V (1982). Năm 1977 ông được bầu thay thế ông Trần Duy Hưng giữ chức vụ Chủ tịch Ủy ban nhân dân thành phố Hà Nội trong 3 khóa, từ 1977 đến 1987. Năm 1987 người thay thể ông là Trần Tấn.
Ông mất năm 2003 tại Hà Nội.

## Vinh danh
Ông được Nhà nước Việt Nam Trao tặng:
- Huân chương Hồ Chí Minh (truy tặng, 2013)
- Huân chương Độc lập hạng Nhất
- Huân chương Kháng chiến hạng Nhất (1984)
- Huân chương Chiến thắng hạng Nhất (1958)
Tên ông được đặt cho một con phố tại phường Mai Dịch, quận Cầu Giấy, Hà Nội.